# Leitachkogel
Leitachkogel är en bergstopp i Österrike.   Den ligger i distriktet Zell am See och förbundslandet Salzburg, i den centrala delen av landet, 300 km väster om huvudstaden Wien. Toppen på Leitachkogel är 2 728 meter över havet.
Terrängen runt Leitachkogel är huvudsakligen mycket bergig. Runt Leitachkogel är det ganska glesbefolkat, med 29 invånare per kvadratkilometer.. Närmaste större samhälle är Mittersill, 9,6 km norr om Leitachkogel. 
Trakten runt Leitachkogel består i huvudsak av gräsmarker.